# Росалес, Роберто
Робе́рто Хосе́ Роса́лес Альту́ве (исп. Roberto José Rosales Altuve; 20 ноября 1988, Каракас, Венесуэла) — венесуэльский футболист, защитник клуба «Депортиво Тачира» и национальной сборной Венесуэлы.

## Карьера

### Клубная
Роберто Росалес сделал свои первые шаги в футболе в венесуэльской команде Escuela del Instituto Pedagógico, а в 15 лет перешёл в клуб Deportivo Gulima, с которым играл в лиге Liga César del Vecchio. В это же время Росалес играл за национальную команду: сначала до 17, потом до 20 лет. Первым «серьёзным» клубом Росалеса стал «Каракас», где он в основном играл с молодёжной командой (в составе первой команды он провёл всего 2 матча). 30 мая 2007 года Роберто перешёл в бельгийский клуб «Гент», подписав контракт с «буйволами» на 2 года с опцией продления ещё на два. Росалес дебютировал за новую команду 14 июля 2007 года в матче Кубка Интертото с североирландским «Клифтонвиллом». В конце своего первого сезона в Бельгии он отыграл весь финал Кубка Бельгии с «Андерлехтом», который «Гент» проиграл со счётом 2:3. За следующие два сезона он отличился 5 раз, что способствовало завоеванию «Гентом» в 2010 году Кубка Бельгии и звания вице-чемпиона страны.
В июле 2010 года он подписал трёхлетний контракт с «Твенте» с опцией продления ещё на один год. Дебютом за «Твенте» стал матч с «Витессом» 21 августа 2010 года, в котором Росалес заменил Насера Шадли. В первом же сезоне за «Твенте» Росалес стал неотъемлемой частью обороны команды и завоевал вместе с ней Кубок и Суперкубок Нидерландов. В июле 2014 года перешёл в испанскую «Малагу».

### В сборной
Дебютировал в сборной Венесуэлы 28 марта 2007 года, отыграв весь второй тайм против сборной Новой Зеландии.

## Характеристика
Обычно он играет в качестве правого защитника, но также может сыграть и в полузащите.

## Достижения
«Каракас»
- Обладатель Кубка Венесуэлы: 2007

 «Гент»
- Обладатель Кубка Бельгии: 2010
- Финалист Кубка Бельгии: 2008

 «Твенте»
- Обладатель Суперкубка Нидерландов: 2010
- Обладатель Кубка Нидерландов: 2011

Также Росалес является первым венесуэльским футболистом, забившим гол в Лиге Чемпионов.

## Статистика
| Сезон   | Клуб    | Страна           | Турнир              | Матчи | Голы |
| ------- | ------- | ---------------- | ------------------- | ----- | ---- |
| 2006/07 | Каракас | Флаг Венесуэлы   | Чемпионат Венесуэлы | 2     | 0    |
| 2007/08 | Гент    | Флаг Бельгии     | Лига Жюпиле         | 15    | 0    |
| 2008/09 | Гент    | Флаг Бельгии     | Лига Жюпиле         | 25    | 2    |
| 2009/10 | Гент    | Флаг Бельгии     | Лига Жюпиле         | 23    | 3    |
| 2010/11 | Твенте  | Флаг Нидерландов | Эредивизи           | 29    | 1    |
| Итого   | Итого   | Итого            | Итого               | 94    | 6    |

По состоянию на 16 мая 2011 09:43 (CEST)